# Lac Turkana
Pour les articles homonymes, voir Turkana.
Le lac Turkana, anciennement nommé lac Rudolf ou lac Rodolphe, est un lac de soude, endoréïque qui fait partie de la vallée du Grand Rift, ou grande faille est-africaine. Celle-ci, parsemée de lacs et de volcans, court de l'Éthiopie au nord, jusqu'au Mozambique au sud. D’une superficie de 6 405 km2 et d'une longueur de quelque 290 km, le lac Turkana se trouve pour l'essentiel sur le territoire du Kenya. Seule son extrémité septentrionale se trouve en Éthiopie.
Le lac Turkana se situe au point de divergence entre les deux branches de la grande faille est-africaine, d'une part le rift Albertin à l'ouest, où se succèdent les grands lacs africains, et d'autre part la branche orientale qui traverse le Kenya et la Tanzanie à l'est du lac Victoria.

## Historique

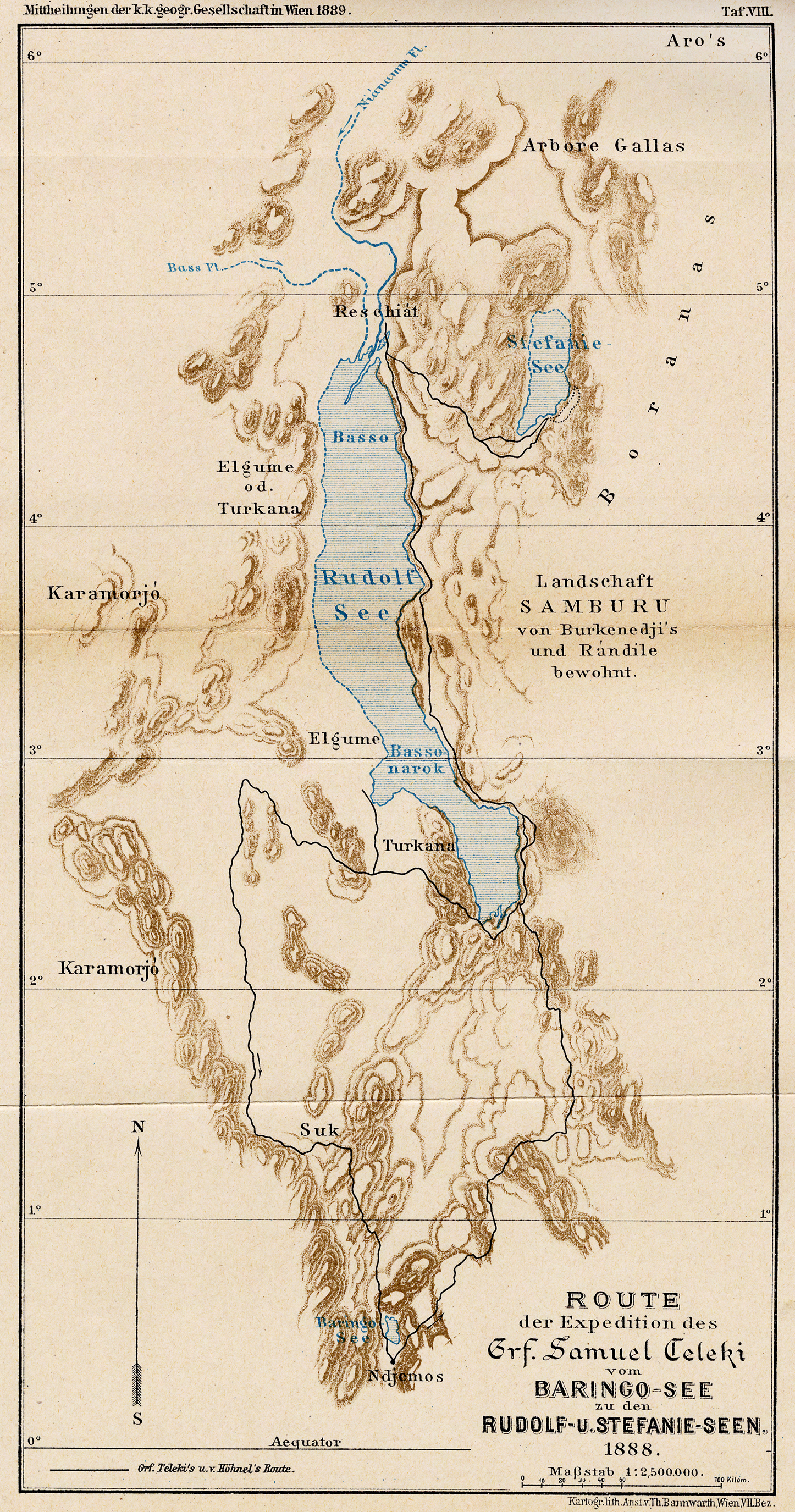
Carte montrant le lac Turkana (Rudolf See) et la route empruntée lors de l'expédition de Sámuel Teleki et Ludwig von Höhnel en Afrique de l'Est.

Le lac a été baptisé initialement lac Rudolf par Sámuel Teleki et Ludwig von Höhnel en 1888, en l'honneur du prince héritier de l’Empire austro-hongrois Rodolphe de Habsbourg-Lorraine. 
Jules Borelli qui explore l'Omo de 1885 à 1888 affirme, dans le récit de son voyage publié en 1890, contrairement aux géographes de l'époque, que la rivière se jette dans le lac qu'il nomme alors Chambara.
Il a été renommé lac Turkana en 1975.

## Géographie physique

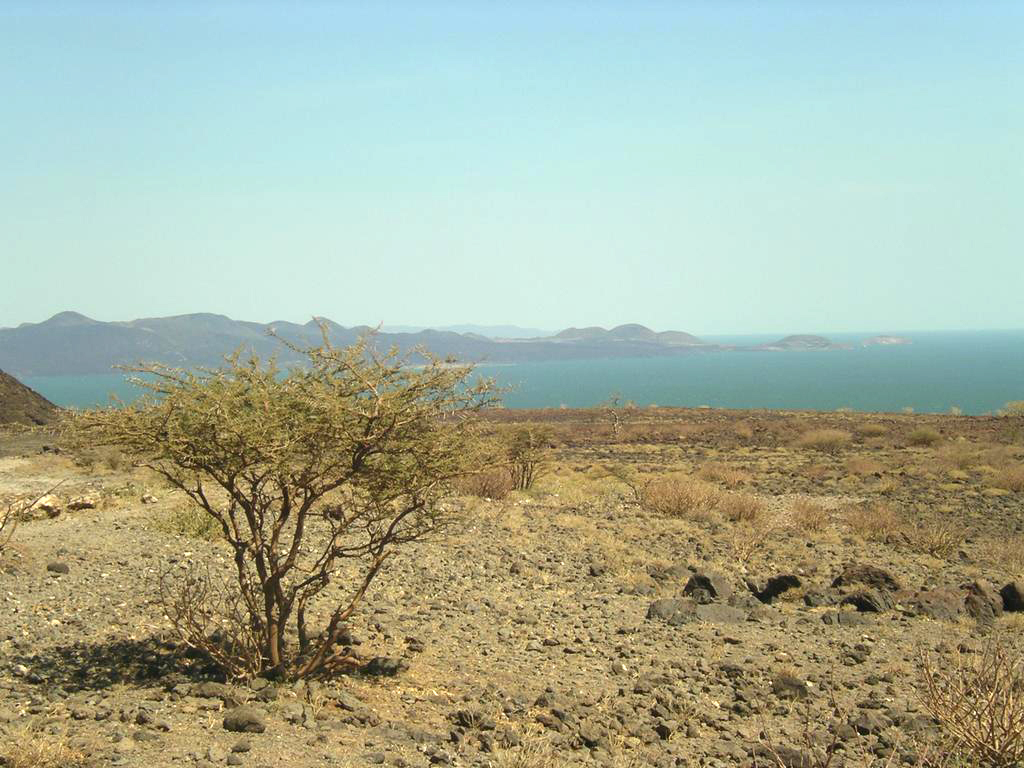
Vue du Lac Turkana

Il s’agit du plus grand lac permanent en milieu désertique et du plus grand lac de soude. Son eau alcaline fait qu'il ne représente pas d'intérêt économique majeur. La région est chaude et très sèche. Les vents vers le large ou vers le rivage peuvent être extrêmement puissants, le lac se refroidissant et se réchauffant plus lentement que les terres. La géologie est dominée par les formations volcaniques. La grande Faille s'accompagne d'épanchement de laves, de volcans spectaculaires comme le Longonot et le Suswa. À l'extrémité sud du lac, surgissent des appareils volcaniques récents, notamment le volcan Nabuyatom, un cône de scories aux formes presque parfaites.
En plus des eaux du canyon Habokok, trois rivières se jettent dans le lac : l’Omo, la Turkwel et la Kerio. Le seul exutoire est l’évaporation. Malgré cela, le niveau de l’eau a baissé de 10 m entre 1975 et 1993.

## Populations
La région a été préservée par son isolement (trois jours de voiture de Nairobi, la capitale) et ne reçoit la visite que de très peu de visiteurs occidentaux.
Les rivières qui débouchent dans le lac permettent aux éleveurs de bétail de produire du sorgho. La pêche, notamment celle de l'énorme perche du Nil, attire moins les populations.
Les habitants sont essentiellement des Gabbra, des Rendille et des Turkana. L’un des villages proches du lac est El Molo. Les contrées humides au voisinage des rives lacustres étaient nommées pays des Elmolo, peuple supposé pêcheur et chasseur depuis la création originelle du lac. 
Les Turkana, habitant à l'origine à l'ouest du lac, appellent le lac anam Ka'alakol, ce qui signifie « la mer aux nombreux poissons ». Ka'alakol est aussi à l’origine de Kalokol, le nom d’une ville située sur la rive occidentale du lac, à l’est de Lodwar.

## Faune
Le lac Turkana, parfois surnommé la « Mer de Jade », renferme des perches du Nil et des tilapias. Il contenait autrefois la plus importante population africaine de crocodiles du Nil : la seule île centrale en abritait 14 000.
La présence d’eau dans une zone aussi aride confère au lac une importance internationale comme zone de transit pour les oiseaux migrateurs. La région est peuplée de lions, de guépards, de girafes et de nombreux autres mammifères. Les éléphants et les rhinocéros semblent avoir disparu. 

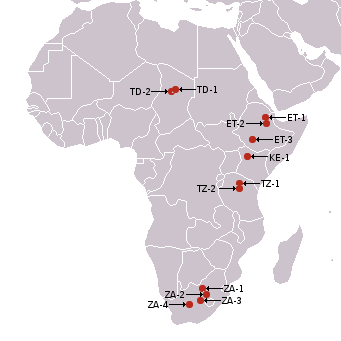
Localisation du lac Turkana (KE-1), parmi les principaux sites de découverte d'hominines en Afrique :
Tchad (TD) :
• TD-1 – Bahr el-Ghazal
• TD-2 – Djourab
Éthiopie (ET) :
• ET-1 – Hadar
• ET-2 – Herto
• ET-3 – Omo
Kenya (KE) :
• KE-1 – Lac Turkana
Tanzanie (TZ) :
• TZ-1 – Gorges d'Olduvai
• TZ-2 – Laetoli
Afrique du Sud (ZA) :
• ZA-1 – Sterkfontein
• ZA-2 – Swartkrans
• ZA-3 – Kromdraai
• ZA-4 – Taung

## Protection
Les parcs nationaux du lac Turkana sont désormais inscrits au patrimoine mondial de l’Unesco. Le 28 juin 2018, le comité du patrimoine de l'Unesco place le site sur la liste du patrimoine en danger, malgré l’opposition des autorités éthiopiennes, mises en cause pour les infrastructures développées sur le fleuve Omo, qui se jette dans le lac à la frontière entre le Kenya et l’Éthiopie.

## Préhistoire
La région est riche en formations sédimentaires anciennes renfermant des industries lithiques, des vestiges fauniques et des fossiles d’hominines très anciens. Richard Leakey est l’un des premiers à avoir conduit des prospections et des fouilles dans la région, d’abord sur la rive est dans la région de Koobi Fora, puis sur la rive ouest.
À Koobi Fora, son équipe a notamment découvert en 1972 le crâne KNM-ER 1470, relativement complet, et dont l’âge est estimé à environ 1,9 million d’années. Il est devenu l'holotype de l’espèce Homo rudolfensis en 1986.
En 1984, son assistant Kamoya Kimeu a découvert un squelette quasi complet à Nariokotome, sur la rive ouest. Surnommé le « Garçon de Turkana », KNM-WT 15000 est un Homo ergaster adolescent, dont la taille adulte estimée a nourri de nombreux débats.
En 1999, l’équipe de Meave Leakey a découvert un crâne relativement complet, quoique assez déformé, qui a permis de définir en 2001 un nouveau genre et une nouvelle espèce : Kenyanthropus platyops.
En 2012, sur le site de Lomekwi 3, à l'ouest du lac, l'équipe de Sonia Harmand a mis au jour des outils de pierre taillée datant de 3,3 millions d'années (Ma), les plus anciens outils lithiques connus à ce jour.
En 2017, un spécimen fossile de Nyanzapithecus alesi, daté de 13 millions d'années, a été découvert près de ce lac,,.

## Parc éolien
En août 2009 est dévoilé un projet visant à installer le plus grand parc éolien d'Afrique (300 MW) dans la région du lac Turkana (365 éoliennes sur 165 km2). La construction commence en septembre 2012. Il était prévu que le parc éolien fût opérationnel à la fin 2014, pour un coût de 585 millions d'euros. Il est achevé en mars 2017 et, en 2018, n'est pas encore connecté au réseau, en l'attente de lignes électriques,,.
Le 19 juillet 2019, Uhuru Kenyatta, président du Kenya, met officiellement en service les 438 km de ligne électrique haute tension 400 kV Loiyangalani-Suswa qui injecte la puissance générée dans le réseau national. À cette époque, la centrale produit en moyenne 199 MW soit 64% de sa capacité potentielle théorique de 310,25 MW.
Le site dispose d'« une vitesse moyenne des vents de 11 mètres par seconde » selon le consortium hollandais chargé de la construction. Le projet est soutenu par la Banque africaine de développement. Il pourrait assurer un quart de la production électrique du pays.
Le constructeur a signé avec le fournisseur public Kenya Power un contrat de vente sur vingt ans à 7,52 centimes d'euros par kWh, un prix équivalent à celui de l'énergie hydro-électrique produite par le pays.

## Dans la culture populaire
Le prologue de Xenosaga Episode I: Der Wille zur Macht s'ouvre sur les rives du Lac Turkana, au XXIe siècle, où un groupe de chercheurs découvre le Zohar, un artéfact mystique enfoui dans les profondeurs du lac.